# 拉巴泽日
拉巴泽日（法語：La Bazeuge，法語發音：[la bazøʒ]）是法国新阿基坦大区上维埃纳省的一个市镇，属于贝拉克区。

## 地理
拉巴泽日（46°14'40"N, 1°5'46"E）面积10.19 平方千米，位于法国新阿基坦大区上维埃纳省，该省份为法国中西部省份，北起顺时针与安德尔省、克勒兹省、科雷兹省、多爾多涅省、夏朗德省和维埃纳省接壤。
与拉巴泽日接壤的市镇（或旧市镇、城区）包括：奥拉杜尔圣热内、泰尔萨讷、丹萨克、阿扎勒里。

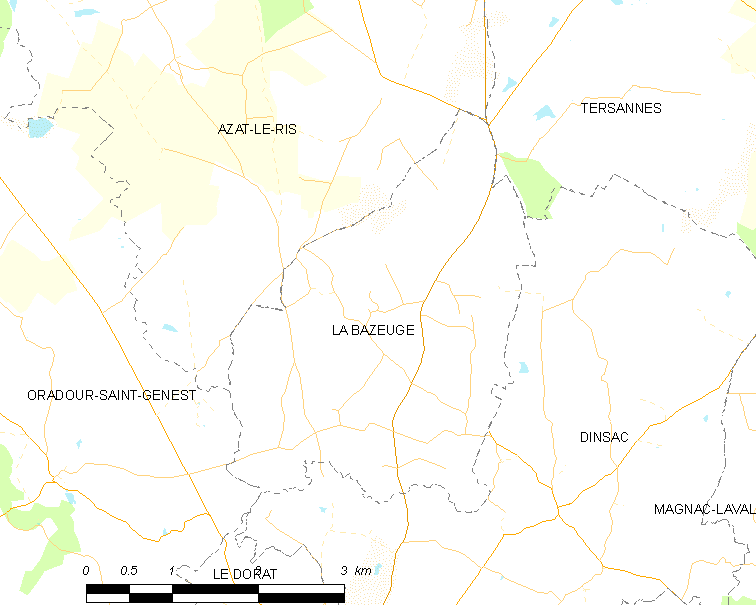
拉巴泽日的OSM定位图

拉巴泽日的时区为UTC+01:00、UTC+02:00（夏令时）。

## 行政
拉巴泽日的邮政编码为87210，INSEE市镇编码为87008。

## 政治
拉巴泽日所属的省级选区为沙托蓬萨克县。

## 人口

1962-2008年间拉巴泽日人口变化图示

拉巴泽日于2022年1月1日时的人口数量为144人。